# Вимушена зупинка
Вимушена зупинка — припинення руху транспортного засобу через його технічну несправність чи небезпеку, яка спричинена вантажем, який перевозиться, станом учасника дорожнього руху, появою перешкоди для руху.